# Сім чудес Португалії
Сім чудес Португалії (порт. Sete Maravilhas de Portugal) — список культурних чудес, розташованих у Португалії. Створення списку підтримали Міністерство культури та організували компанії Y&R Brands S.A. та Realizar S.A. 
Спочатку 793 національних пам'яток Португалії були занесені до як кандидати, однак рада експертів зменшила їх кількість до 77, потім до 21 фіналіста у чотирьох різних категоріях. 
Шестимісячні громадські вибори розпочалися 7 грудня 2006 року, аби обрати сім найкращих чудес. Голосування проводилось через Інтернет, телефон та SMS. Результати голосування були оголошені 7 липня 2007 року на стадіоні да Луж у Лісабоні  як і результати глобального конкурсу «Нові сім чудес світу» .

## Сім чудес Португалії
| # | Ім'я                            | Розташування                                                                                        | Зображення |
| - | ------------------------------- | --------------------------------------------------------------------------------------------------- | ---------- |
| 1 | Гімарайнський замок, Х століття | Гімарайнш, Брага 41°26′52″ пн. ш. 8°17′26″ зх. д. / 41.4479° пн. ш. 8.2906° зх. д.                  |            |
| 2 | Замок Обідуш, 1195 рік          | Обідуш, Лейрія 39°21.819′ пн. ш. 9°09.428′ зх. д. / 39.363650° пн. ш. 9.157133° зх. д.              |            |
| 3 | Батальський монастир, 1385 рік  | Баталя, Лейрія 39°39′33″ пн. ш. 8°49′34″ зх. д. / 39.659167° пн. ш. 8.826111° зх. д.                |            |
| 4 | Монастир Алькобаса, 1153 рік    | Алькобаса, Лейрія 39°32′54″ пн. ш. 8°58′48″ зх. д. / 39.548333° пн. ш. 8.98° зх. д.                 |            |
| 5 | Монастир єронімітів, 1502 рік   | Санта-Марія-де-Белем, Лісабон 38°41′51″ пн. ш. 9°12′24″ зх. д. / 38.6975° пн. ш. 9.206667° зх. д.   |            |
| 6 | Палац Пена, 1854 рік            | Сінтра, Лісабон 38°47′16″ пн. ш. 9°23′26″ зх. д. / 38.787778° пн. ш. 9.390556° зх. д.               |            |
| 7 | Вежа Белем, 1521 рік            | Санта-Марія-де-Белем, Лісабон 38°41′29″ пн. ш. 9°12′57″ зх. д. / 38.691389° пн. ш. 9.215833° зх. д. |            |

## Інші фіналісти
- Замок Алмоурол
- Каштелу де Марвау
- Монастир Христа
- Національний палац Мафра
- Форталеза де Сагреш
- Фортеця Монсараш
- Церква Сау Францишку (Порту)
- Церква Клерігуш
- Герцогський палац Віла Вісоса
- Університет Коїмбри
- Палац Матеуш
- Національний палац Келуш
- Конімбріга
- Римський храм Евори

## Зовнішні посилання
- The New7Wonders of Nature [Архівовано 25 травня 2020 у Wayback Machine.]
- moo.pt - Geo-referenced Wonders [Архівовано 22 серпня 2007 у Wayback Machine.]